# ريتشارد هاريسون (سياسي)
ريتشارد هاريسون (بالإنجليزية: Richard Harrison)‏ هو فلاح وسياسي نيوزلندي، ولد في 23 مايو 1921، وتوفي في 5 سبتمبر 2003. انتخب عضو مجلس النواب النيوزيلندي.